# Orthotrichum piliferum
Orthotrichum piliferum là một loài Rêu trong họ Orthotrichaceae. Loài này được (Schwägr.) Arn. mô tả khoa học đầu tiên năm 1827.